# Rudolf Cipot
Rudolf Cipot (madžarsko Czipott Rudolf, ali Czipott Rezső) ogrskoslovenski evangeličanski duhovnik in pisatelj, sin Jurija Cipota, * Hodoš 14. januar ali 18. junij 1825. † Puconci 20. maj, 1901.
Oče mu je bil hodoški dušni pastir in učitelj, rodil se je v Černelavcih pri Murski Soboti. Mati mu je bila Elizabeta Hutter nemškega rodu, hči evangeličanskega duhovnika v Kukmirnu na Gradiščanskaem. Imel je še dva brata Lojze in Jožef.
Juri Cipot je mladi umrl. Elizabeta je s svojimi sini naselila v Šopron, kjer so živeli v skromnem položaju. Rudolf je študiral v šopronskem liceju od leta 1835 do leta 1847. Nadaljeval svoje študije na Dunaju na oddelku teologije. Na Dunaju je bil domači učitelj.
13. marca 1848 je bila revolucija na Dunaju. Tudi se je Cipot boril na strani revolucionarjev. Po revoluciji se je vrnil domov. Ljudje so ga prosili, da bi vstopil v madžarsko honvedsko (domobransko) vojsko, vendar to ni hotel.
26. oktobra je bil posvečen v Gjuru (Győr) in je služboval kot kaplan v Kővágóörsu pri Blatnem jezeru, kjer je živel nekoč slovenski pesnik Mihael Barla.
5. aprila 1853 je bil duhovnik v Vésu (Šomodska županija), kjer se je z Madžarko Ido Török. Imela sta več otrok. Eden od njih je bil Aron Cipot. ki je študiral na Saškem. Druga Cipotova žena se je imenovala Hermina Németh, ki je bila tudi Madžarka. Od njegove druge žene se je rodil Zoltan Cipot, ki je bil zdravnik in direktor bolnišnice v Murski Soboti.
Od 3. novembra 1858 je začel službovati v Puconcih po smrti Aleksandra Terplana. Kljub svojemu očetu Rudolf Cipot ni bil zaveden Slovenec, ampak Madžaron, ki je tako menil, da prekmurska književnost nima kulturne vrednosti. Zaradi tega je treba podpirati madžarizacijo, ki je širjenje civiliziranja. Čeprav je bil prvi, ki je opozoril na ohranjeni prepis vizitacijskega zapisnika iz leta 1627. Ta dokument je namreč pomemben vir o reformaciji v Prekmurju v 17. stoletju. Ustanovil je več vaških protestantskih osnovnih šol in pobudil ter ustanovil evangeličansko cerkveno občino v Murski Soboti in Moravcih (danes Moravske Toplice).

## Delo
- Predga 1888-ga leta oktobra 28-ga dnéva na dén reformátzie : vu Battyándszkoj (Püczonszkoj) ev. czérkvi. : V-Szoboti (Muraszombat) : stampano z-piszkmi Grünbaum Márka, 1888.
- Predga 1883-ga leta Octobra 14-toga dneva, liki na sztotni szpoumenek nasztávlanya Püczonszkoga Szpráviscsa czérkevnoga : i zkrátkim dojszpisüvanyem prigode püczonszke gmajne. V Keszthelyi vödána na sztroski pobozsnoga gmajnara Kühar Stevana Tesanovszkoga, 1884. 20. p.
- Vcsenyé konfirmátzie. V-Szoboti (Muraszombat) : Czérkevno szpráviscse püczonszko, l888. 44. p.